# Armando Filiput
Armando Filiput (* 19. Dezember 1923 in Ronchi dei Legionari; † 30. März 1982 ebenda) war ein italienischer Leichtathlet. Bei einer Körpergröße von 1,84 m betrug sein Wettkampfgewicht 80 kg.

## Karriere
Armando Filiput hatte bereits 1942 eine starke Saison mit einer Bestleistung von 54,9 s im 400-Meter-Hürdenlauf und seinem ersten Meistertitel auf dieser Strecke, wurde dann aber eingezogen.
1946 wurde er erneut italienischer Meister. Von 1949 bis 1954 folgten dann noch sechs weitere Meistertitel.
Die international erfolgreichste Saison für Armando Filiput war das Jahr 1950. Bei den Europameisterschaften 1950 in Brüssel gewann er mit Landesrekord von 51,9 s Gold über 400 Meter Hürden vor Juri Litujew aus der Sowjetunion. Die italienische 4-mal-400-Meter-Staffel in der Besetzung Baldassare Porto, Filiput, Luigi Paterlini und Antonio Siddi stellte mit 3:11,0 min ebenfalls einen Landesrekord auf und gewann Silber hinter der britischen Staffel. Am 8. Oktober 1950 stellte er in Mailand mit 51,9 s über 440 Yards Hürden einen neuen Weltrekord auf. 
In den Folgejahren erreichte Filiput nicht mehr die Form von 1950. Bei den Olympischen Spielen 1952 in Helsinki belegte Filiput in 54,4 s den sechsten Platz im Hürdenfinale, nachdem er im Halbfinale 53,0 s gelaufen war. Mit der Staffel erreichte er nicht das Finale. 1954 bei den Europameisterschaften 1954 in Bern verpasste er mit 52,3 s als Fünfter seines Halbfinales den Finaleinzug deutlich.